# SN 2005ed
SN 2005ed – supernowa typu Ia odkryta 9 września 2005 roku w galaktyce A000249+0045. W momencie odkrycia miała maksymalną jasność 19,00m.